# Daniel Haller
Daniel Haller (Glendale, Califòrnia, Estats Units, 14 de setembre de 1926) és un director artístic, productor de cinema i director estatunidenc.

## Treballs
Director artístic
- 1956: Hot Rod Girl
- 1958: I Mobster
- 1958: Suicide Battalion
- 1958: War of the Satellites
- 1958: Machine-Gun Kelly
- 1958: Hot Car Girl
- 1958: Night of the Blood Beast
- 1958: No Place to Land
- 1959: Plunderers of Painted Flats
- 1959: The Girl in Lovers Lane
- 1959: Tank Commandos
- 1959: Ghost of Dragstrip Hollow
- 1959: Diary of a High School Bride
- 1959: A Bucket of Blood
- 1959: Attack of the Giant Leeches
- 1959: The Atomic Submarine
- 1960: The Wasp Woman
- 1960: Valley of the Redwoods
- 1960: The Little Shop of Horrors
- 1960: The Wild Ride
- 1961: Master of the World
- 1961: The Cat Burglar
- 1961: Pit and the Pendulum
- 1962: Premature Burial
- 1962: Tower of London
- 1963: The Raven
- 1963: Diary of a Madman
- 1963: Operation Bikini
- 1963: The Terror
- 1963: Beach Party
- 1963: The Haunted Palace
- 1964: The Comedy of Terrors
- 1964: Bikini Beach
- 1964: Pajama Party
- 1964: The Tomb of Ligeia
- 1965: Dr. Goldfoot and the Bikini Machine
- 1966: The Ghost in the Invisible Bikini
- 1966: Fireball 500
- 1967: Thunder Alley
- 1967: A Time for Killing

Productor
- 1961: Master of the World
- 1965: The City Under the Sea

Director
- 1965: Die, Monster, Die!
- 1967: Devil's Angels
- 1968: The Wild Racers
- 1970: L'horror de Dunwich (The Dunwich Horror)
- 1970: Paddy
- 1970: Pieces of Dreams
- 1971: Nichols (sèrie TV)
- 1972: The Sixth Sense (sèrie TV)
- 1972: Banyon (sèrie TV)
- 1973: Doc Elliot (sèrie TV)
- 1975: Khan! (sèrie TV)
- 1975: The Desperate Miles (TV)
- 1975: The Blue Knight (sèrie TV)
- 1976: McNaughton's Daughter (TV)
- 1976: Quincy (sèrie TV)
- 1977: The Hardy Boys Mysteries (sèrie TV)
- 1977: Nancy Drew Mysteries (sèrie TV)
- 1978: A Double Life (TV)
- 1978: Black Beauty (fulletó TV)
- 1978: Little Mo (TV)
- 1978: Sword of Justice (sèrie TV)
- 1978: Battlestar Galactica (sèrie TV)
- 1979: Buck Rogers in the 25th Century
- 1979: The Misadventures of Sheriff Lobo (sèrie TV)
- 1979: High Midnight (TV)
- 1980: The Georgia Peaches (TV)
- 1981: Margin for Murder (TV)
- 1982: K 2000: Temporada 1#Episodi 2: Pilot (Knight Rider) (pilot de la sèrie TV)
- 1983: Manimal (sèrie TV)
- 1985: Street Hawk (sèrie TV)
- 1988: Police 2000 (sèrie TV)